# Birgerbohlinia
Birgerbohlinia — викопний рід жирафових. Вперше він був названий Крузафонтом Пайро та Віллалтою в 1951 році та був знайдений у Кревільенте-2 (Аліканте, Іспанія).